# Alberto Olmos
Alberto Olmos (Segovia, 14 de enero de 1975) es un escritor y crítico literario español.

## Biografía
Licenciado en Periodismo por la Universidad Complutense de Madrid y con estudios de Filología Románica, ha colaborado con el diario El Mundo y con numerosos medios nacionales e internacionales, muchos de ellos en Internet.
Publicó su primera novela, A bordo del naufragio (Editorial Anagrama), en 1998. La obra resultó finalista del Premio Herralde de novela (la obra ganadora de aquel año fue Los detectives salvajes) y fue considerada por la revista El Cultural entre las diez mejores ópera prima del año. En esta novela el autor desmitifica los tópicos sobre la vida universitaria.
Su segundo libro fue Así de loco te puedes volver, editado por Tertulia de los martes de Segovia en 1999.
Durante tres años residió en Japón en la prefectura de Tochigi. Allí dio clases de español y de inglés, hizo crítica cinematográfica y literaria, y se inició en el mundo de los blogs. Después de este período volvió a residir en Madrid.
En 2006 ganó la X edición del Premio Arte Joven de la Comunidad de Madrid con Trenes hacia Tokio (Editorial Lengua de Trapo). En 2007 apareció su novela El talento de los demás. En 2008 publicó Tatami, llevada a escena por la compañía Tanttaka Teatroa en 2009.
El estatus consiguió el premio Ojo Crítico RNE de Narrativa 2009, como la mejor novela del año escrita por un autor menor de 40 años. El jurado estuvo compuesto por Javier Rodríguez Marcos, Modesta Cruz, Isaac Rosa, Pablo D'Ors, Alfredo Laín, Laura Barranchina, Julio Valverde y Nuria Azancot
Ejército enemigo apareció en 2011. Ambientada en Usera, fue elegida entre las novelas más destacadas del año por el diario Público, las revistas Qué Leer y Tiempo, y las revistas digitales GoMag, Koult y Fantastic Plastic Mag. Contiene una dura crítica al progresismo, en el contexto del 15-M.
Desde octubre de 2007, y durante todo 2008, colaboró como columnista con el diario Público. La revista Granta en español lo eligió en 2010 como uno de los 22 mejores narradores jóvenes en castellano.
Con el sobrenombre de Juan Mal-herido escribía un blog de crítica literaria, lector-malherido. Algunas de sus críticas se imprimieron en un libro titulado Vida y opiniones de Juan Mal-herido.
Neorruralismo
Su novela Alabanza (2014) es un exponente, según algunos críticos, de la corriente neorruralista de la literatura española de comienzos del siglo XXI, junto a obras de Lara Moreno, Jenn Díaz o Jesús Carrasco Jaramillo.
Desde 2015 hasta 2022 mantuvo una columna sobre literatura y sociedad en El Confidencial, titulada Mala fama. Por una de ellas, "Cosas que los pobres deberían saber: instrucciones para cuando lo pierdas todo", publicada durante el confinamiento causado por la pandemia del COVID-19 ganó el Primer Premio de Periodismo "David Gistau" en 2020, convocado conjuntamente por Unidad Editorial y Vocento.
Desde 2022 escribe semanalmente en The Objective.
Desde 2020 forma parte del jurado del premio Málaga de novela. 

## Influencias literarias
En una encuesta de El País Semanal a 100 escritores españoles e hispanoamericanos sobre los 10 libros que más les han influido, el autor citó los siguientes: Residencia en la tierra, de Pablo Neruda; Primavera negra, de Henry Miller; Mortal y rosa, de Francisco Umbral; Sombra del paraíso, de Vicente Aleixandre; Lazarillo de Tormes; El ruido y la furia, de William Faulkner; Poemas humanos, de César Vallejo; Pedro Páramo, de Juan Rulfo; El extranjero, de Albert Camus y Esferas, de Peter Sloterdijk.

## Obra

### Novelas
- A bordo del naufragio (1998, Editorial Anagrama; 2013, Compactos Anagrama). Finalista del Premio Herralde
- Así de loco te puedes volver (1999, Tertulia de los martes, Caja de Ahorros de Segovia)
- Trenes hacia Tokio (2006, Lengua de Trapo)
- El talento de los demás (2007, Lengua de Trapo)
- Tatami - 畳 (2008, Lengua de Trapo; 2013, Hotel de las Letras)
- El estatus (2009, Lengua de Trapo)
- Ejército enemigo (2011, Mondadori)
- Alabanza (2014, Random House)
- Irene y el aire (2020, Seix Barral). Obra finalista del Premio de la Crítica de Castilla y León.[10]

### Cuentos
- Guardar las formas, (2016, Random House)

### Ensayo
- Vidas baratas: elogio de lo cutre, (2021, HarperCollins Ibérica)
- Jan Morris: ser otro y otra y otro más, (2021, Zut)
- Tía buena: una investigación filosófica, (2023, Círculo de Tiza)

### Obras colectivas
- La ciudad inmóvil, con el relato Nuevos motivos para enamorarse de mí (2002, Tertulia de los martes, Caja de Ahorros de Segovia)
- En las ciudades, de Hilario J. Rodríguez, con el texto Tokio (2009, Editorial Notorious)
- Los Sandy en Waikiki, de Daniela Franco (2009, Editorial RM)
- Libro de voyeur, de Pablo Gallo (2010, Ediciones del Viento)
- Granta. Los mejores narradores en español, de VV. AA., con el relato "Eva y Diego" (2010, Duomo Ediciones)
- Los oficios del libro, de VV. AA., con el relato "Mañana es nuestro turno" (2011, Libros de la Ballena)
- 5000 negros (fanzine), con el relato "There are more things" (2011)
- Mi madre es un pez, de VV. AA. con el relato "Todos mis hijos" (2011, Libros del Silencio)
- Japón, junto a Lolita Bosch, con la nouvelle "Pose" (2011, Brutas Editoras, McNally And Jackson, Nueva York)
- PervertiDos, de VV. AA. con el relato "Alguien tiene que sujetar la cámara" (2012, Traspiés)
- Kris, junto a Patricia Portela, Giorgio Vasta y Marie Afrodite Tziantzi, con el ensayo "El dinero no habla" (2012, Astor Forlag, Suecia)
- Best European Fiction 2019, ed. Alex Andriesse (2018, Dalkey Archive Press)

### Edición
- Algunas ideas buenísimas que el mundo se va a perder, de VV. AA. (2009, Caballo de Troya)
- Vida y opiniones de Juan Mal-herido, (2010, Melusina)
- Última temporada. Nuevos narradores españoles 1980-1989, (2013, Lengua de Trapo)

### Miscelánea
- 98% s*x*, (2012, RHM Flash)
- Pose, (2012, La Uña Rota)
- Cuando el Vips era la mejor librería de la ciudad, (2020, Círculo de Tiza)

### Podcast
- Todo está en los libros (2022, Sonora)

- Lo más odiado, junto a Juan Soto Ivars (2023, El Confidencial)

## Galardones
- Finalista del XVI Premio Herralde de novela (1998)
- Premio Jóvenes Creadores del Ayuntamiento de Madrid, modalidad de relato (2001)
- X Premio de Arte Joven de la Comunidad de Madrid de novela (2006)
- XX Premio Ojo Crítico de Narrativa por El estatus (2009)
- Finalista del IV Premio de narrativa breve Ribera del Duero (2015)
- I Premio David Gistau de Periodismo (2020)
- XLV Premio Internacional Julio Camba de Periodismo (2025)